# 月刊Morning two
《月刊Morning two》（日語：月刊モーニングtwo），講談社出版的漫畫雜誌，月刊。

## 主要連載作品
- 聖☆哥傳（2006年第1號－）
- 變研會（2006年第2號－2015年8月號）
- 刻刻（2008年10月號－2014年11月號）
- ALL OUT!!（2013年1月號－2020年1月號）
- DEVILSLINE 惡魔戰線（2013年5月號－2019年2月號）
- 農大菌物語（2013年8月號－2014年3月號）
- 摸魚上班族飴谷甘太朗（2015年2月號－2016年6月號）
- 戀之月（2016年2月號－2019年6月號）
- 魔法帽的工作室（2016年9月號－）
- 天地創造設計部（2017年4月號－）
- 孤獨死又怎樣（2019年9月號－2020年3月號）
- 先進醫療和魔法沒兩樣（2022年2號）

## 外部連結
- 官方網站（日語）
- 月刊Morning two的X（前Twitter）